# Molophilus (Molophilus) micracanthus
Molophilus (Molophilus) micracanthus is een tweevleugelige uit de familie steltmuggen (Limoniidae). De soort komt voor in het Australaziatisch gebied.